# Péter Miklós (egyháztörténész)
Péter Miklós (Sepsiszentgyörgy, 1939. január 23. – Kolozsvár, 2008. szeptember 19.) erdélyi magyar egyháztörténész, költő.

## Életútja
Szülővárosa Székely Mikó Kollégiumában kezdte s a nagyváradi Klasszikus Magyar Vegyes Líceumban végezte középiskolai tanulmányait (1954), a Kolozsvári Protestáns Teológiai Intézetben tette le lelkészképesítő vizsgáit (1958, 1965). Pályáját segédlelkészként Biharpüspökiben kezdte. Biharvajdára frissen kinevezett lelkészként 1958-ban letartóztatták és a magyar forradalom idején teológusként tanúsított magatartásáért 14 évi börtönre ítélték. 1964-ben szabadult, utána helyettes lelkész Belényesen, Érselénden, Monospetriben (1964-68), lelkész Pankotán (1968-72), helyettes lelkész Pusztakamaráson (1972-73), majd lelkész Bethlenben. 1991-től az egyháztörténet tanára a kolozsvári Református Kollégiumban és a teológia református diakóniai és pedagógiai fakultásán; a Kollégium 1993-as Évkönyvének egyik szerkesztője. A teológiai tudományok doktora (1991).

## Munkássága
Kutatási területe: Kálvin irodalmi munkássága. Első írása a Református Szemlében jelent meg 1978-ban. Prédikáció-vázlatai, kommentárjai, fordításai románból és franciából, könyvismertetései a Református Szemlében, vallásos versei, publicisztikai írásai a Harangszó és az Üzenet hasábjain jelennek meg. A Kolozsvári Rádió magyar adásának műsorában havonta egyháztörténeti előadással szerepel. Gondozásában jelent meg A. A. van Ruler Hiszek című munkájának magyar kiadása (Kolozsvár 1989) Péntek Árpád fordításában. Munkatársa a Kozma Zsolt szerkesztette Bibliai fogalmi szókönyvnek (Kolozsvár 1992), az Egyháztörténet című tankönyvnek és tanári kézikönyvnek (Budapest 1997, 1998).
Börtönéveire való visszaemlékezéseiből Megtartott becsület címmel az Akik imádkoztak üldözőikért (Kolozsvár 1996) című kötet közölt részleteket.

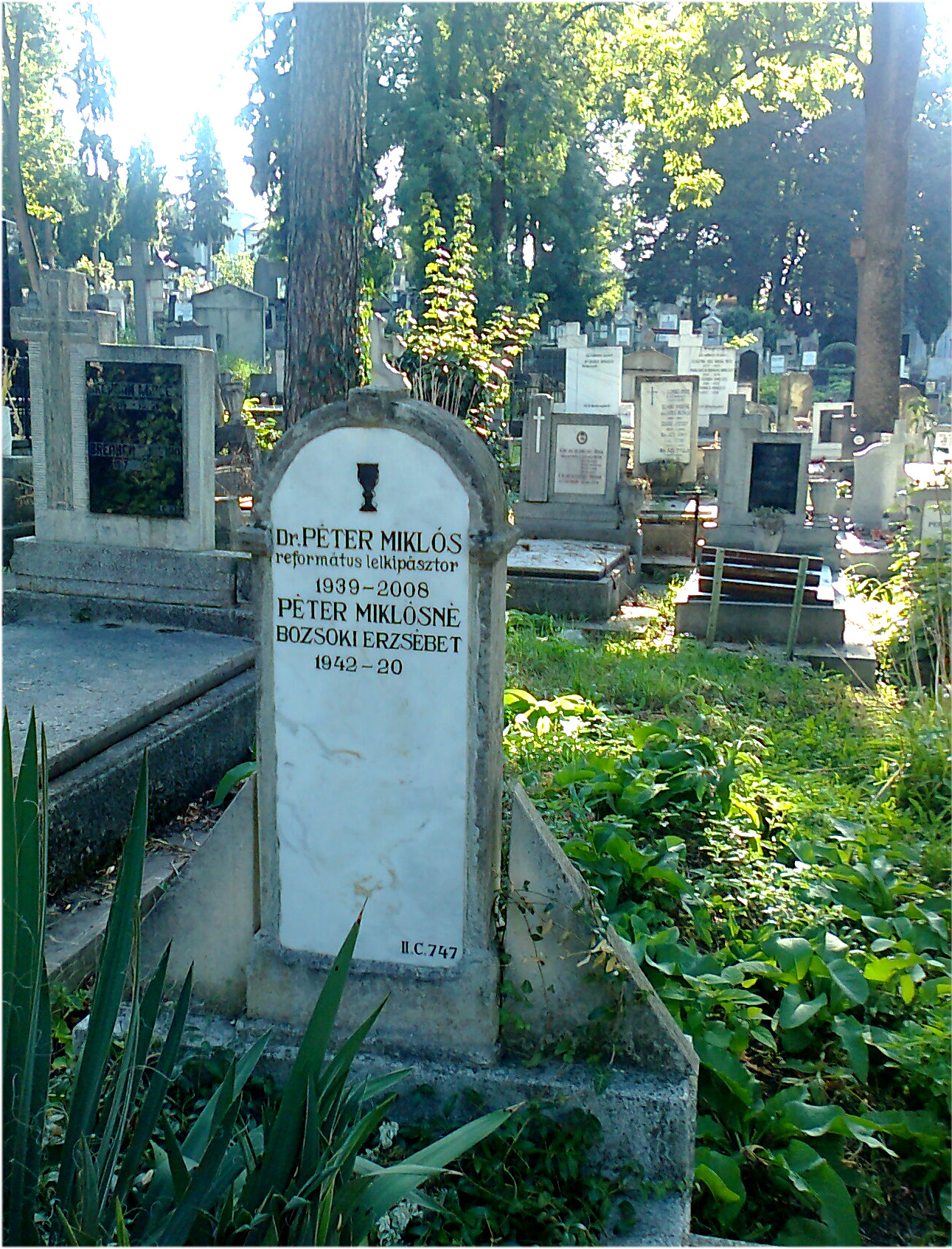
Sírja a Házsongárdi temetőben

## Önálló kötetei
- Kálvin igehirdetése; Erdélyi Református Egyházkerület Igazgatótanácsa, Kolozsvár, 1994 (Szemle füzetek)
- Kálvin: Genfi gyülekezeti rendtartás. Fordítás és magyarázat; Napoca Star, Kolozsvár, 1998
- Kálvin prédikációi Jób könyvéről; Napoca Star, Kolozsvár, 1998
- A keresztyén egyház története; Napoca Star, Kolozsvár, 2000
- A keresztyén egyház története. Tankönyv a református középiskolák, segédkönyv a református felsőoktatás számára; Erdélyi Református Egyházkerület, Kolozsvár, 2004
- Genfi gyülekezeti rendtartás. Fordítás és magyarázat; Kálvin, Bp., 2012